# Bugambilias Jardines
Bugambilias Jardines är en ort i Mexiko.   Den ligger i kommunen Mexicali och delstaten Baja California, i den nordvästra delen av landet, 2 200 km nordväst om huvudstaden Mexico City. Bugambilias Jardines ligger 9 meter över havet och antalet invånare är 301.
Terrängen runt Bugambilias Jardines är mycket platt. Runt Bugambilias Jardines är det ganska tätbefolkat, med 58 invånare per kvadratkilometer. Närmaste större samhälle är Mexicali, 8,3 km väster om Bugambilias Jardines. Omgivningarna runt Bugambilias Jardines är i huvudsak ett öppet busklandskap.